# Suryavarman II
Suryavarman II (en khmer ព្រះបាទសូរ្យវរ្ម័នទី២) va ser rei de l'Imperi Khmer durant el període de 1113 a 1145 o 1150. És recordat per haver estat un reformador i constructor religiós de temples. Era fill de Ksitindradity i Narendralakshmi.
Sota el seu regnat es va construir el temple d'Angkor Vat, l'estructura religiosa més gran del món. Suryavarman II va derrotar els pretendents rivals al tron, Harshavarman III i Dharanindravarman I, i va establir un govern únic a Cambodja que uní el país després de més de cinquanta anys de malestar. Va ser coronat formalment el 1113 amb la presència del seu gurú, el savi Divakarapandita.
Suryavarman II fou un reformador religiós que va barrejar els cultes de Vixnu i Xiva, déus hindús suprems, i va promulgar el vixnuisme com la religió oficial, encara més que el budisme, que havia prosperat breument sota el regnat dels seus precursors. La construcció d'Angkor Vat, dedicat a Vixnu, es va iniciar l'any del regnat de Suryavarman i no va ser acabat fins després de la seva defunció.